# سيدني (لاعب كرة قدم)
سيدني هو لاعب كرة قدم برازيلي في مركز الدفاع، ولد في 29 يونيو 1983 في São José do Rio Pardo ‏ في البرازيل. لعب مع أتلتيكو مينيرو وأتلتيكو يوفنتوس وباوليستا وجمعية بورتوغيزا الرياضية وسانتو أندريه ونادي إيتوانو ونادي برازيل دي بيلوتاس ونادي سي آر بي ونادي فورتاليزا ونادي كريسيوما ونادي ميراسول.